# Toon Wegner
Antonius Johannes Willem (Toon) Wegner (Rijswijk, 12 november 1926 – Orvelte, 17 februari 2010) was een Nederlands graficus, schilder en tekenaar, die behoorde tot de Nieuwe Haagse school. Ook maakte hij monumentale kunst, textielontwerpen en geïllustreerde boeken.

## Leven en werk
Wegner volgde van 1942 tot 1947 een opleiding aan de Academie van Beeldende Kunsten te Den Haag. In 1942 en 1943 volgde hij tevens een aanvullende studie op de Kunstnijverheidsschool in Amsterdam. Hij is een leerling van Henk Meijer (hoofddocent), Rein Draijer, Willem Schrofer, Willem Jacob Rozendaal, Han van Dam en Paul Citroen. Sindsdien was hij werkzaam als kunstschilder, docent en adviseur en jurylid voor de Staat der Nederlanden, Hongarije en Nicaragua. Toon Wegner studeerde en reisde met Co Westerik. Van 1964 t/m 1987 gaf hij les aan de academie van Rotterdam en van 1964 tot 1966 ook aan die van Tilburg. Frans de Groot, Arthur Stam, Hans Andringa en Walter Kerkhofs zijn leerlingen van Wegner.
Hij illustreerde kinderboeken, schilderde, tekende, maakte etsen, linoleumsnedes en litho's en schilderde decors en was meesterdrukker. Wegner was lid van Pulchri Studio in Den Haag en van de Beroepsvereniging van Beeldende Kunstenaars. Hij woonde aanvankelijk in Den Haag en vanaf 1969 in Orvelte in Drenthe, waar hij in een verbouwde oude Saksische boerderij zijn grafisch centrum stichtte (stichting Prograph). Op de deel had hij zijn atelier waar hij diverse oude/antieke drukpersen had verzameld.
Wegner heeft solotentoonstellingen gehad in onder andere Amsterdam, Belgrado, Brussel, Cincinnati, Den Haag, Duitsland, Finland, Holland Michigan, Kuala Lumpur, Maribor, Novi Sad, Slovenië, Toronto, Washington en Zagreb. Collectieve tentoonstellingen in België, Frankrijk en Zwitserland. Hij nam meerdere malen deel aan de grafiekbiënnale van Ljublijana. Wegner was in 2008 de grondlegger van de historische grafische werkplaats te Orvelte, dat in 2014 werd gesloten.

## Prijzen
Toon Wegner ontving de Koninklijke Subsidie voor de Schilderkunst in 1956 en twee keer de Jacob Marisprijs, in 1952 voor schilderkunst en in 1961 voor materiaal, kreeg een beurs voor Finland en een voor Hongarije, in 1995 de Culturele prijs van Drenthe en een eervolle vermelding bij de Aesculaapprijs.

## Musea en collecties
Wegners werk maakt deel uit van de collectie van:
- Gemeentemuseum Den Haag
- de Koninklijke Bibliotheek van België te Brussel
- Museum Boijmans Van Beuningen te Rotterdam
- het Prentenkabinet
- Rijksmuseum te Amsterdam
- Stedelijk Museum Amsterdam
- stichting Nobilis te Fochteloo

### Eigen werk
- Mensen - portretten. Tekeningen 1945-1993. Orvelte, 1993.
- Toon Wegner. Teken en taal. Een bloemlezing modelstudies. Eext/Orvelte, 2006.

### Illustraties
- Ria Postma-Stolk, De frouwe fan starum. Drachten, 1965.
- Branko Rudolf, Het zilveren visje. Orvelte, [1979?].
- A. Alberts, De klant uit het hiervoormaals. Belevenissen van P.W. Iwolgin. Oosterhesselen, 1995.
- Het vrouwtje van Stavoren. Orvelte, 1997.
- Ton Peters, Anton Repnik. 9 originele hoogdrukken. Orvelte, 1997.
- Ton Peters,  "Ton en Toon" . Orvelte, 2009.
- "Eva" 1925-1985. Tekeningen 80 X. 1948-1967. Orvelte, 2009.